# 21518 Мейсанхасан
21518 Мейсанхасан (21518 Maysunhasan) — астероїд головного поясу, відкритий 23 травня 1998 року.
Тіссеранів параметр щодо Юпітера — 3,369.